# باربل الأردن
باربل الأردن (الاسم العلمي: Luciobarbus longiceps) أو سمك بني الأردن هو نوع من الأسماك شعاعية الزعانف في عائلة الشبوطيات. تتواجد في فلسطين والأردن وسوريا. يعرف هذا السمك في فلسطين والشام عامة باسم كرسين أو كرسين راس طويل. موائلها الطبيعية هي الأنهار ومياه البحيرات العذبة. هذه الأسماك مهددة بفقدان الموائل.